# Ebedmelek
Ebedmelek (hebr. עֶבֶד-מֶלֶךְ ‘Eḇeḏmeleḵ; łac. Abdemelech) – postać biblijna z Starego Testamentu.
Etiopczyk, który był jednym z urzędników w pałacu króla Sedecjasza (VI wiek p.n.e.). Ponieważ uratował życie Jeremiaszowi, Bóg obiecał, że Ebedmelek nie zginie w czasie zburzenia Jerozolimy.
Występuje w Księdze Jeremiasza 38; 39, 16-18